# Форт Ісус
Форт Ісус (порт. Forte Jesus de Mombaça) - португальська фортифікаційна споруда в Момбасі (Кенія). Побудована в 1593 році архітектором Джованні-Баттістою Кайраті. Неодноразово переходив від португальців до турків і назад, поки в 1875 році не був захоплений британцями, які використовували його як в'язницю. Незадовго до отримання Кенією незалежності набув статусу національного пам'ятника, в 2011 році включений ЮНЕСКО в список об'єктів Світової спадщини.

## Історія
Хоча португальці вперше з'явилися в Східній Африці наприкінці XV століття, їх присутність там наростало лише поступово. Португальські колонії піддавалися постійним атакам з боку пануючих в регіоні до їх приходу турків. Поштовхом до будівництва сучасної фортеці в Момбасі послужили турецькі рейди 1585 і 1589 років. У підсумку в 1593 році в Момбасі був закладений п'ятибаштовий Форт Ісус, і до 1596 року італійський архітектор Джованні-Баттіста Кайраті завершив його будівництво . Форт був побудований з місцевого коралу на кручі поруч з гаванню, куди заходили португальські військові та торгові кораблі.
Момбаса, як опорний пункт португальського присутності в Східній Африці, протягом усього XVII століття перебувала в центрі постійних військових дій. Вперше вона була захоплена місцевим султаном Юсуфом бін Хасаном (який прийняв раніше хрещення як Жероніму Шінгулія) в 1631 році. Султан вбив португальського коменданта і перебив все португальське населення Момбаси, включаючи 70 дітей . Місто, а з ним і Форт Ісус, переходили з рук в руки дев'ять разів. Серед іншого, форт, стіни якого успішно витримували вогонь тодішньої артилерії, витримав майже трирічну облогу оманських військ в 1696-1698 роках. Увесь гарнізон фортеці загинув (не стільки від ворожого вогню, скільки від хвороб ), а останній вцілілий захисник заманив ворожих солдатів до порохового льоху і вибухнув разом з ними .
У 1728 році португальцям вдалося ненадовго повернутися до Момбаси, але їх панування тривало недовго. Вже через рік, не дочекавшись підкріплення з метрополії, Форт Ісус знову впав і влада в Східній Африці на півтора століття перейшла до турків. З 1837 року форт використовувався в якості казарм . Однак у 1875 році Форт Ісус був атакований британськими канонерками «Нассау» і «Райфлман». Після артилерійської дуелі форт був узятий штурмом, почалася епоха британського панування в Східній Африці. У 1895 році Кенія була проголошена британською колонією .
Під владою англійців Форт Ісус на 60 років перетворився на в'язницю для особливо небезпечних злочинців . Цю функцію він виконував майже до визнання незалежності Кенії, лише 24 жовтня 1958 року отримавши статус національного парку. Після проведення розкопок в форте був відкритий музей . У 2011 році 35-я сесія Комітету Світової спадщини ЮНЕСКО включила Форт Ісус до списків Світової спадщини .

## Конструкція
Форт Ісус займає площу в 2,36 гектара , за формою наближається до квадрату зі стороною 150 метрів . У відповідності з духом часу, первісна конструкція форту відображала принципи архітектури Відродження з її орієнтацією на пропорції людського тіла як зразок гармонії . Путівник Фроммера називає форт найкращим твором Кайраті, порівнюючи вкопаний в коралову скелю форт з людським торсом, чотири бастіони - з руками, а винесене за стіни передове укріплення - з головою. Вся конструкція була спрямована, по-перше, на оборону малими силами, а по-друге, на приховування нікчемності цих сил від ворога .
Після того, як мусульмани наприкінці XVII століття остаточно оволоділи фортом, почалася його перебудова. Була зруйнована церква, виритий колодязь глибиною 23 метри, де накопичувалася морська вода, яка використовується для миття. Араби надбудували 15-метрові стіни форту ще на три метри у висоту. Проте в основному оригінальна архітектура збереглася, причому настільки, що при реставрації 1990 року в одній зі стін була виявлена незаймана могила португальського солдата . При реставрації використовуються матеріали, що відповідають тим, які використовував для будівництва Джованні-Баттіста Кайраті - скам'янілий корал і вапняний розчин . Рів попід стінами форту, які віддалені від моря, в даний час засипаний, але стан стін і веж оцінюється як гарний .
У центральній частині форту, в більш сучасній будівлі, раніше служив казармою для солдатів британського гарнізону, розташовується музей, серед експонатів якого - черепки порцелянового посуду та інші знахідки з затонулих кораблів періоду португальського панування. Більш старі будівлі у внутрішній частині форту зруйновані практично дощенту, серед краще збережених споруд - руїни португальської каплиці .